# کارل هاینز لاپه
کارل هاینز لاپه (انگلیسی: Karl-Heinz Lappe؛ زادهٔ ۱۴ سپتامبر ۱۹۸۷) بازیکن فوتبال اهل آلمان است.
از باشگاه‌هایی که در آن بازی کرده‌است می‌توان به باشگاه فوتبال بایرن مونیخ ۲، باشگاه فوتبال بایرن مونیخ، و باشگاه فوتبال اینگولشتات ۰۴ اشاره کرد.